# ウェスティンホテル仙台
- マリオット・インターナショナル > ウェスティン・ホテルズ&リゾーツ > ウェスティンホテル仙台
- 仙台トラストシティ > 仙台トラストタワー > ウェスティンホテル仙台

ウェスティンホテル仙台（ウェスティンホテルせんだい）は、宮城県仙台市青葉区の仙台トラストシティにあるマリオット・インターナショナルによる高級ホテル。

## 概要
仙台トラストシティにある低層棟の1階〜3階および仙台トラストタワーの25階〜37階に入居し、客室数は292室、平均客室面積が約43m2。ロビーは低層部1階にあるが、宿泊客向けのフロントは高層棟26階にあり、エグゼクティブラウンジも同階にある。35階と36階がエグゼクティブフロアとなっており、インペリアルスイート、プレジデンシャルスイートなどがある。
東北地方初の外資系高級ホテルは、温泉旅館や温泉リゾートホテルとして世界で初めてザ・リーディングホテルズ・オブ・ザ・ワールドに加盟認定（当時。現在はリスト外）された『竹泉荘 Mt.Zao Onsen Resort & Spa』（宮城県刈田郡蔵王町・遠刈田温泉）であり、2010年（平成22年）4月22日にオープンしたが、当ホテルは同年8月1日に東北地方初の外資系"都市型"高級ホテルとして開業した。共通点の多い両者は、国内や中国の富裕層をターゲットにした両者を連泊する宿泊プランを2011年（平成23年）1月5日から発売するなど、連携をみせている。
仙台市内への高級ホテルの誘致には仙台市役所の要望があったとされ、市は当ホテル開業によりコンベンションや観光の需要が喚起され、交流人口が増加することを企図している。

## 沿革
- 2005年（平成17年）
  - 11月 - 東北学院中学校・高等学校跡地を森トラストが取得[6]。
- 2008年（平成20年）
  - 1月 - 同跡地に「仙台一番町プロジェクト」（後の仙台トラストシティ）着工。
- 2010年（平成22年）
  - 4月30日 - 仙台トラストシティ竣工。
  - 8月1日 - 仙台トラストシティの仙台トラストタワーがグランドオープンし、同日、ウェスティンホテル仙台もオープンした。
  - 9月15日から26日までの12日間 - 第22回APECにおける第3回高級実務者 (SOM3) 会合の会場となった[7]。
- 2011年（平成23年）
  - 3月11日 - 東北地方太平洋沖地震（東日本大震災）の被害は軽微だったが、営業を休止[8]。
  - 4月6日 - 一部の営業を再開。
  - 4月29日 - ライフラインの復旧に伴い、「震災復興キックオフデー」に合わせて全面営業再開[8][9]。

## 館内

### 客室
- 37階：レストラン1店、バンケットルーム2室
- 36階〜28階：客室（36階・35階はエグゼクティブクラブ・フロア）
- 26階：フロント、レストラン、ラウンジ&バー、フィットネスジム、スパ
- 25階：チャペル、バンケットルーム7室
- 3階：バンケットルーム1室（最大192名収容）
- 2階：バンケットルーム1室（最大756名収容）
- 1階：ロビー、ペイストリー

### 設備
- レストラン「シンフォニー」
- ラウンジ&バー「ホライゾン」
- 日本料理レストラン「一舞庵（いちむあん）」
- 「flow spa（フロースパ）」
- 「WORKOUT GYM（ワークアウトジム）」
- ホテルペストリーショップ
- ウェスティン・ロゴショップ

など

## アクセス
- 鉄道
  - JR各線 仙台駅西口より徒歩で約9分。
  - JR仙石線 あおば通駅 2番出口より徒歩で約8分。
  - 仙台市地下鉄南北線 仙台駅 南2番出口より徒歩で約6分。
  - 仙台市地下鉄東西線 青葉通一番町駅 南1番出口より徒歩で約5分。
- 自動車
  - E4東北道 仙台宮城ICより約9分。
- 駐車場：170台
- 駐輪場：28台